# Ak-Tyuz
Ak-Tyuz (ryska: Ак-Тюз) är en ort i Kirgizistan.   Den ligger i oblastet Tjüj Oblusu, i den nordöstra delen av landet, 130 km öster om huvudstaden Bisjkek. Ak-Tyuz ligger 2 206 meter över havet och antalet invånare är 580.
Terrängen runt Ak-Tyuz är kuperad åt nordväst, men åt sydost är den bergig. Ak-Tyuz ligger nere i en dal. Runt Ak-Tyuz är det glesbefolkat, med 10 invånare per kvadratkilometer. Det finns inga andra samhällen i närheten. Trakten runt Ak-Tyuz består i huvudsak av gräsmarker.